# 100 mm/47 OTO Mod. 1924/1927/1928
100 mm/47 Mod. OTO 1924/1927/1928 — 100-миллиметровое корабельное универсальное артиллерийское орудие, разработанное и производившееся в Италии. Состояло на вооружении Королевских ВМС Италии. Было спроектировано в 1910 году чешской компанией Škoda как орудие 10cm/50 K11 для вооружения кораблей австро-венгерского флота и активно применялось в годы Первой мировой войны. В 1920 году образцами этих орудий завладели итальянцы, которые решили создать на его основе зенитное орудие для кораблей итальянского флота. Производство осуществлялось компанией OTO. 
Применялось на лёгких крейсерах типов «Альберико да Барбиано», «Луиджи Кадорна», «Раймондо Монтекукколи», «Дюка д’Аоста», «Джузеппе Гарибальди», тяжёлых крейсерах типа «Тренто», «Зара», а также «Больцано». Кроме того, использовалось советским флотом на лёгких крейсерах «Червона Украина», «Красный Крым» и «Красный Кавказ». К началу Второй мировой войны считалось устаревшим.
На базе этого орудия была разработана 100-мм/47 пушка на упрощённом станке, для вооружения миноносцев, не имевшая возможности ведения зенитного огня.

## История создания
По условиям Сен-Жерменского мирного договора 1919 года, флот бывшей Австро-Венгрии делился между странами-победителями. В результате, итальянский флот в 1920 году получил свою долю трофейных кораблей. В их числе были лёгкие крейсера «Сайда» и «Гельголанд», принадлежавшие к типу «Новара», а также семь эскадренных миноносцев типа «Татра». Основным вооружением этих кораблей была 100-мм пушка 10cm/50 K11, разработанная чешской фирмой Skoda. Орудие специально создавалось для вооружения лёгких кораблей и считалось весьма удачным. Оно имело высокую дульную энергию, а небольшая высота цапф, в сочетании с горизонтально-клиновым затвором и унитарным патроном, обеспечивали значительную практическую скорострельность. В целом, в своей категории, пушка несколько уступала только русскому 102-мм/60 орудию.
| калибр, мм                 | 100       | 100       |
| длина ствола, калибров     | 50        | 50        |
| масса орудия, кг           | 2020      | 2020      |
| масса установки, кг        | 4750/7240 | 4750/7240 |
| скорострельность, в/мин    | 8 — 10    | 8 — 10    |
| вес снаряда, кг            | 13,75     | 13,75     |
| вес унитарного патрона, кг | 26,2      | 26,2      |
| угол возвышения,°          | —4/+14    | —4/+14    |
| начальная скорость, м/с    | 880       | 880       |
| дальность стрельбы, м      | 11 000    | 11 000    |

Орудие 10cm/50 K11 произвело хорошее впечатление на итальянских военных моряков и было принято решение воспроизвести его для собственного флота. Работы были поручены компании OTO.

## Конструкция орудия

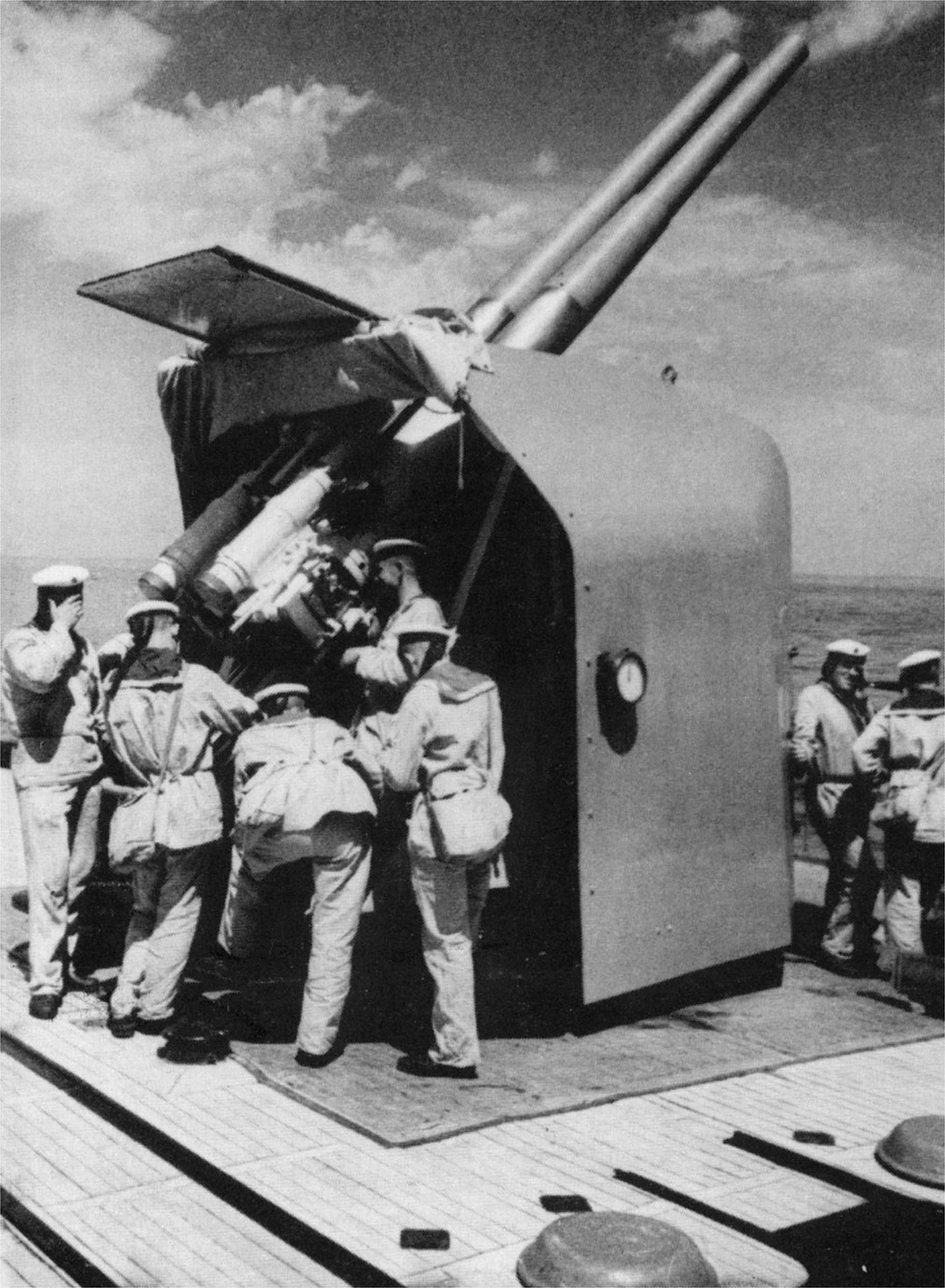
Установка OTO Mod. 1928 на крейсере «Красный Кавказ». Вид с тыльной стороны.

Пушка 10cm/50 K11 была скопирована компанией OTO в 1924 году и запущена в серийное производство. Известны три модели этого орудия, самым распространённым стала Mod. 1927. Конструкция самого орудия осталась практически без изменений, итальянским изготовителем был лишь введён лейнер. Живучесть ствола составляла 500 выстрелов. Подача патронов была ручной, но заряжание облегчалось наличием пневматического досылателя.
Однако орудие устанавливалось на станки принципиально новой модели. Спаренная установка была сконструирована инженер-генералом итальянского флота Эудженио Минизини. Масса установки достигала 15 тонн и она снабжалась массивным броневым щитом толщиной 8 мм. Углы вертикального наведения колебались от —5° до +85°. Горизонтальное наведение было круговым, но на кораблях ограничивалось надстройками. Оригинальной особенностью установки стала конструкция лафета. Для преодоления известной проблемы зенитных орудий — трудностей заряжания на малых углах возвышения из-за большой высоты цапф, Э. Минизини сделал их высоту переменной. При положении ствола в диапазоне —5°…+25° высота оси цапф оставалась неизменной и равнялась 1,42 м. При дальнейшем подъёме ствола возрастала и высота оси цапф, достигая 2,32 м при возвышении ствола свыше +50°. Такое решение, с одной стороны, делало установку универсальной, с другой — усложняло и утяжеляло конструкцию.
Измерения дальности до цели производилось с помощью оптического дальномера OG-3 производства компании «Галилео». Дальномер был стереоскопическим, с базой 3 м и обеспечивал измерения на дальности от 8 до 140 кабельтовых. Качество этого прибора оценивалось как весьма низкое. Общей проблемой управления зенитным огнём всех итальянских кораблей стало большое время реакции: электромеханические вычислители работали слишком медленно и не выдавали нужных значений упреждения.

## Оценка проекта
По меркам 1920-х годов, орудие являлось мощным и эффективным средством ПВО, способным поставить солидную огневую завесу против тихоходных самолётов-бипланов того времени. Однако к началу Второй мировой войны орудие явно устарело. Скорострельность уже считалась недостаточной, а скорости наведения теперь не соответствовали скоростным самолётам. С учётом неэффективной системы управления огнём, это делало зенитные свойства орудия не соответствующими задачам. Сознавая сложившуюся ситуацию, итальянские моряки начали частично заменять 100-мм орудия на 37-мм зенитные автоматы, а также инициировали разработку нового зенитного орудия 90 mm/50 Mod. 1938/1939.
При сравнении итальянского орудия с аналогичными артсистемами флотов других морских держав, можно отметить, что по своим характеристикам оно примерно соответствовало французскому универсальному орудию 100 mm/45 Model 1930 и, до некоторой степени, британскому 102-мм орудию 4"/45 QF Mark XVI. Однако, и французская, и британская системы к началу войны выглядели устаревшими. При сравнении с наиболее совершенными универсальными орудиями подобного калибра, заметно отставание итальянской модели. Немецкая 10.5 cm/65 SKC/33 и японская Type 98 отличались превосходными баллистическими характеристиками, высокой скорострельностью, значительными скоростями наведения. Система управления огнём этих орудий также явно отличалась от итальянской в лучшую сторону. Кроме того, немецкая установка имела стабилизацию в трёх плоскостях, а японская размещалась в полноценной башне.
| калибр, мм                                         | 100    | 100    | 105     | 102     | 102    | 100     | 100     | 100              |
| длина ствола, калибров                             | 47     | 47     | 65      | 45      | 45     | 45      | 65      | 56               |
| масса орудия, кг                                   | 2195   | 2195   | 4560    | 2039    | 2220   | 1620    | 3053    | 4010             |
| масса установки, кг                                | 15 000 | 15 000 | 27 055  | 16 816  | 3172   | 13 500  | 34 500  | 12 500           |
| количество стволов в установке                     | 2      | 2      | 2       | 2       | 1      | 2       | 2       | 1                |
| скорострельность, в/мин на ствол                   | 8 — 10 | 8 — 10 | 15—18   | 12      | 12     | 10      | 15—21   | 15               |
| вес снаряда, кг                                    | 13,75  | 13,75  | 15,1    | 15,88   | 14,1   | 13,5    | 13      | 15,8             |
| скорость наведения, вертикальная/горизонтальная, ° | 7/13   | 7/13   | 12/8,5  | ?/?     | ?/?    | 16/12   | 20/25   | 12/12            |
| угол возвышения,°                                  | -5/+85 | -5/+85 | -10/+80 | -10/+80 | -5/+85 | -10/+80 | -10/+90 | -5/+85           |
| начальная скорость, м/с                            | 880    | 880    | 900     | 811     | 716    | 780     | 1000    | 910              |
| дальность стрельбы, м                              | 15 240 | 15 240 | 17 700  | 18 150  | 15 000 | 15 900  | 19 500  | 22 000           |
| досягаемость по высоте, м                          | 8500   | 8500   | 12 500  | 11 890  | 8800   | 10 000  | 13 000  | 15 000 (10 000 ) |